# Johann Baptista von Salis
Johann Baptista von Salis (* 15. Oktober 1741 in Chur; † 24. Januar 1816 ebenda) war ein Schweizer Politiker.

## Leben

### Familie
Johann Baptista von Salis entstammte dem Niederadelsgeschlecht des Hochstifts Chur, Salis, und war der Sohn des Obersts Martin von Salis (1696–1756).
Er war seit 1766 in erster Ehe mit Perpetua, die Tochter des Landeshauptmanns Rudolf von Salis-Soglio (1735–1782) und später mit ihrer Schwester Margarethe in zweiter Ehe verheiratet.
Johann Baptista von Salis war der letzte männliche Vertreter der jüngeren Rietberg-Churer Linie der Familie Salis.

### Werdegang
1756 trat Johann Baptista von Salis in das Regiment von Salis (siehe auch Schweizer Truppen in französischen Diensten für das Königshaus der Bourbonen 1589–1792) in französische Dienste; 1774 erfolgte seine Beförderung zum Oberst.
1777 übersiedelte er nach Chur und wurde Zunftmeister der Rebleute.
Er wurde 1785 Strassenbauinspektor der Drei Bünde.
Nachdem die Franzosen unter André Masséna und Louis Henri Loison im März 1799 in das Land einfielen (siehe auch Franzoseneinfall (Schweiz)#Graubünden) und Franz Xaver von Auffenberg schlugen und gefangen nahmen, setzte André Masséna eine neue provisorische Regierung ein und liess 61 Geiseln stellen, zu denen auch Johann Baptista von Salis gehörte; er wurde hierauf 1799 nach Salins-les-Bains in der Region Franche-Comté geführt.

### Politisches Wirken
Von 1805 bis 1815 übte Johann Baptista von Salis im Jahresturnus ein Amt als ruhender Bürgermeister und Amtsbürgermeister in Chur aus; in dieser Zeit war er von 1804 bis 1805 sowie von 1808 bis 1813 Bündner Grossrat.
1814 wurde er Regierungsrat des Kantons Graubünden und war in den Jahren 1805 und 1814 Bundespräsident des Gotteshausbunds und damit Mitglied des Kleinen Rats.